# Gérard de Milleville
Mgr Gérard-Paul-Louis-Marie de Milleville (27 mai 1912, Londinières - 12 janvier 2007 à Antony) est un prélat français, archevêque de Conakry, évêque auxiliaire de Fortaleza et administrateur apostolique de la Guadeloupe.

## Biographie
Il entre chez les Spiritains en 1932, est ordonné prêtre en 1939 et est envoyé comme missionnaire en Guinée.
Pendant la Seconde Guerre mondiale, il rejoint la France libre et prend part à la campagne de France jusqu'en Allemagne.
Après la fin de la guerre, il retourne en Guinée et y prend les fonctions de supérieur des spiritains, qu'il conserve jusqu'en 1953.
En 1955, il devient vicaire apostolique puis archevêque de Conakry.
S'opposant à la nationalisation de l'enseignement privé, Mgr de Milleville est expulsé du pays vers Dakar en 1962.
Rejoignant Rome, il prend part au Concile Vatican II.
De 1964 à 1984, il est évêque auxiliaire de Fortaleza au Brésil, occupant parallèlement les fonctions d'administrateur apostolique de la Guadeloupe entre 1968 et 1970.